# Canneto sull'Oglio
Canneto sull'Oglio är en ort och kommun i provinsen Mantua i regionen Lombardiet i Italien. Kommunen hade 4 369 invånare (2018).